# Babam ve Oğlum
Babam ve Oğlum is een Turkse dramafilm uit 2005. 

## Verhaal
Het gezin van een linkse journalist valt uiteen na de militaire coup in Turkije in 1980.